# Akademická knihovna Jihočeské univerzity v Českých Budějovicích

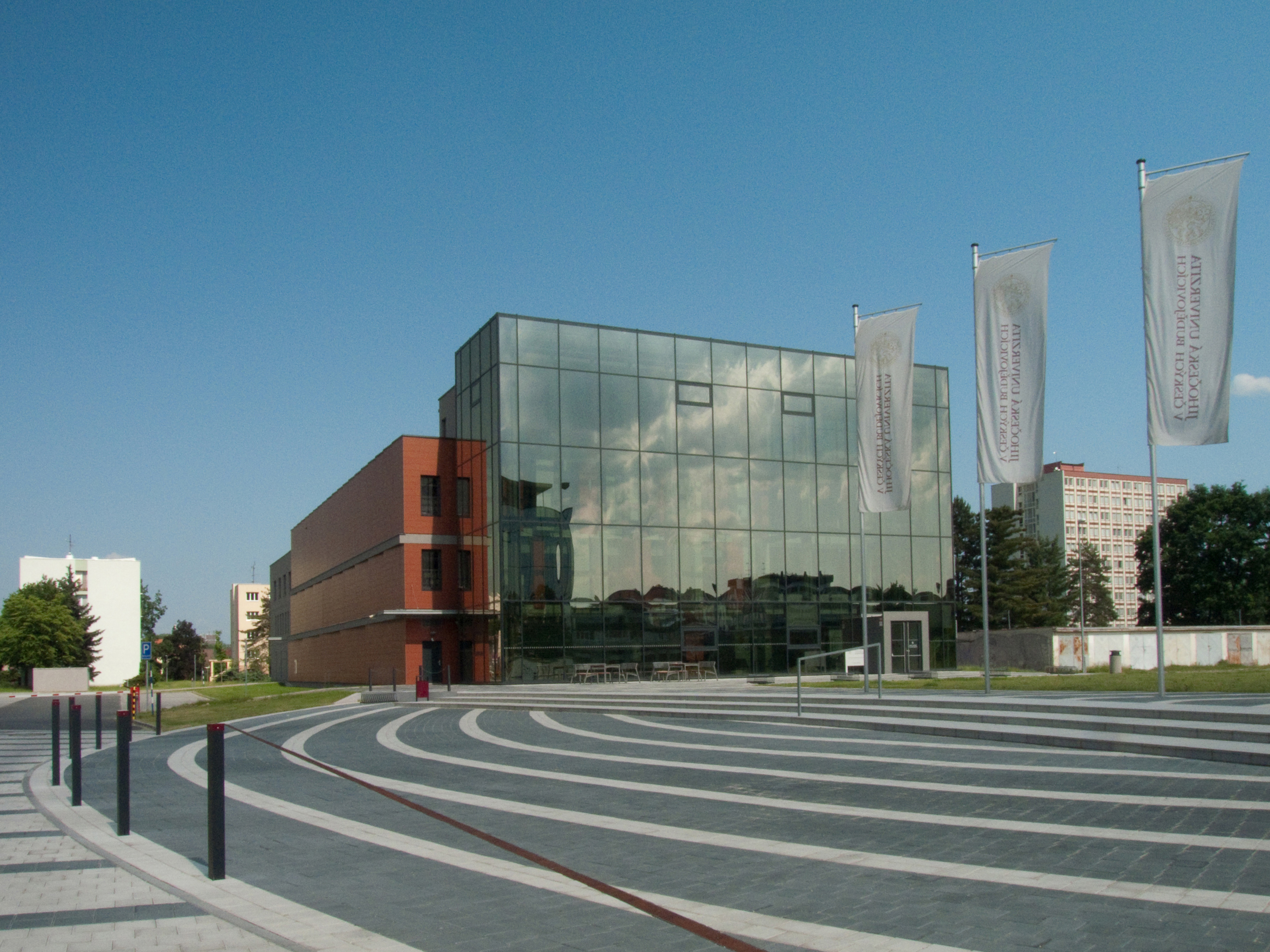
Hlavní budova Akademické knihovny JU

Akademická knihovna Jihočeské univerzity v Českých Budějovicích (zkratka AK JU, anglicky Academic Library, University of South Bohemia in České Budějovice) je současně univerzitní knihovnou Jihočeské univerzity v Českých Budějovicích, odbornou knihovnou Biologického centra AV ČR (zkratka BC AV ČR) a veřejnou knihovnou. Jedná se o univerzální knihovnu zahrnující dokumenty ze "všech" oborů lidské činnosti, především oborů vyučovaných na Jihočeské univerzitě. Z hlediska vybavení patří mezi nejmodernější knihovny v České republice. Knihovna poskytuje služby studentům, pedagogům a dalším zaměstnancům ze všech součástí Jihočeské univerzity, vědeckým pracovníkům ústavů Akademie věd České republiky v Českých Budějovicích i zájemcům z řad veřejnosti.
Akademická knihovna Jihočeské univerzity je členem Svazu knihovníků a informačních pracovníků České republiky (zkratka SKIP) a Asociace knihoven vysokých škol České republiky (zkratka AKVŠ) a přispívá do Souborného katalogu České republiky (zkratka SK ČR). Z hlediska velikosti fondu patří mezi středně velké knihovny.

## Historie

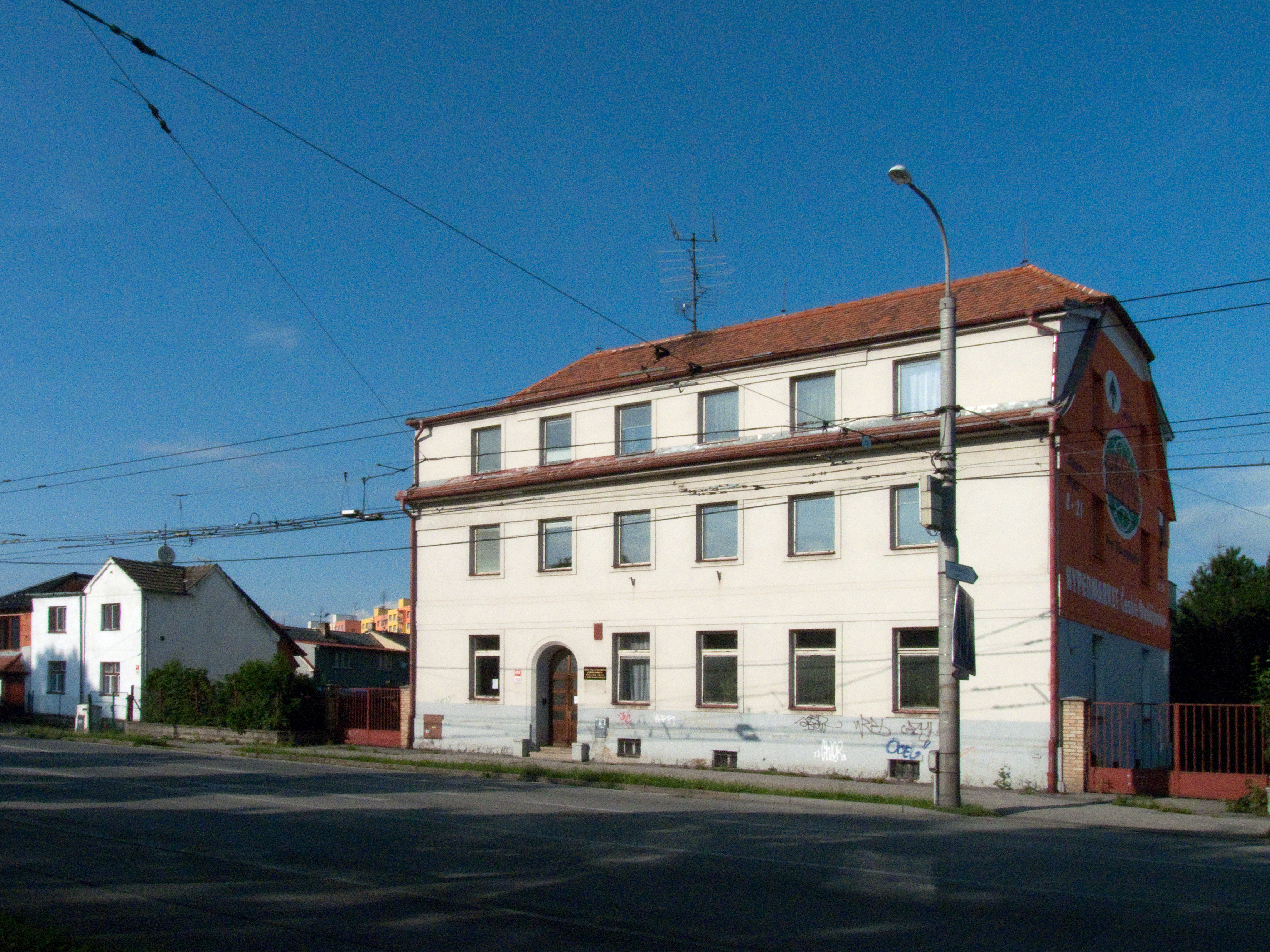
Budova dřívější Ústřední knihovny Pedagogické fakulty JU v Husově ulici ve Čtyřech Dvorech, kde knihovna sídlila před nastěhováním do nově postavené budovy AK JU

Akademická knihovna Jihočeské univerzity vznikla v roce 2010 sloučením knihovních fondů bývalých knihoven Pedagogické fakulty, Přírodovědecké fakulty (v tomto případě také společně s fondem Biologického centra Akademie věd České republiky, který byl do té doby budován v rámci společné knihovny BC AV ČR a PřF JU), Zdravotně sociální a Zemědělské fakulty Jihočeské univerzity a Rakouské knihovny – Österreich Bibliothek). V roce 2012 byl také připojen fond knihovny Fakulty rybářství a ochrany vod. Jako samostatná zůstala knihovna Teologické fakulty, která však s Akademickou knihovnou spolupracuje.
Do konce roku 2017 knihovnu vedla PhDr. Helena Landová, od ledna 2018 je ředitelkou knihovny Ing. Helena Vorlová, která v knihovně do té doby působila jako odbornice přes informační vzdělávání a elektronické informační zdroje. V roce 2018 v knihovně pracuje více než třicet zaměstnanců.

## Partnerské knihovny

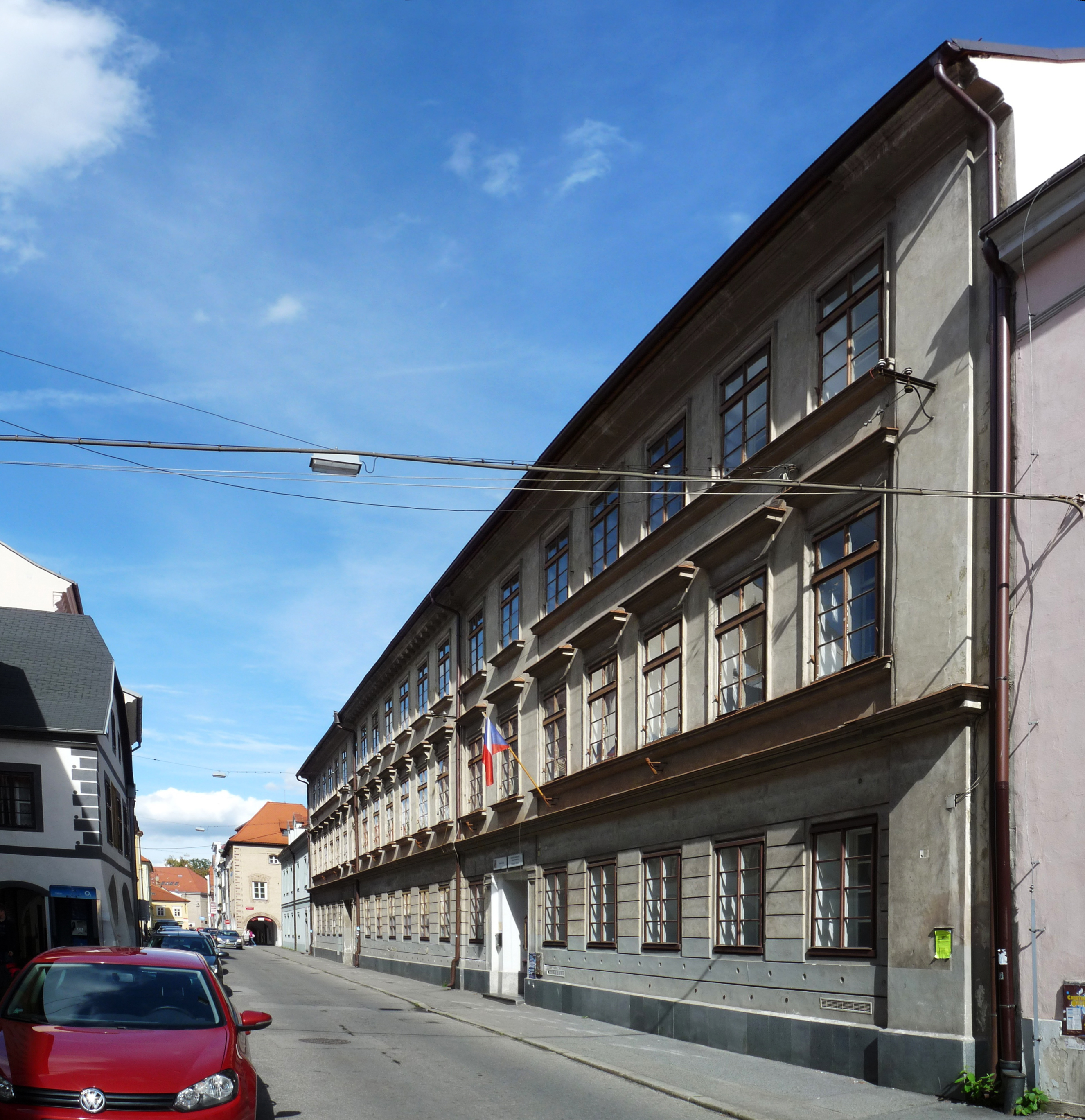
Budova, ve které sídlí Knihovna J.P. Ondoka (knihovna Teologické fakulty JU), se kterou Akademická knihovna JU spolupracuje, nacházející se v Kněžské ulici v ČB

Akademická knihovna úzce spolupracuje se dvěma českobudějovickými knihovnami, a to Knihovnou J.P. Ondoka (knihovna Teologické fakulty Jihočeské univerzity), se kterou má společný průkaz čtenáře (jeden průkaz lze využít v obou knihovnách) a společný online katalog, a Jihočeskou vědeckou knihovnou (zkratka JVK), se kterou má také společný průkaz čtenáře (platný průkaz čtenáře AK JU je možné po zaregistrování v JVK využívat pro obě knihovny). Akademická knihovna také umožňuje vracení knih z JVK v prostorách AK v přízemí u infopultu, přičemž při vracení je třeba počítat s prodlevou 2-3 pracovních dní při odepisování z konta čtenáře, tudíž i s možnými následnými pokutami za pozdní vracení.

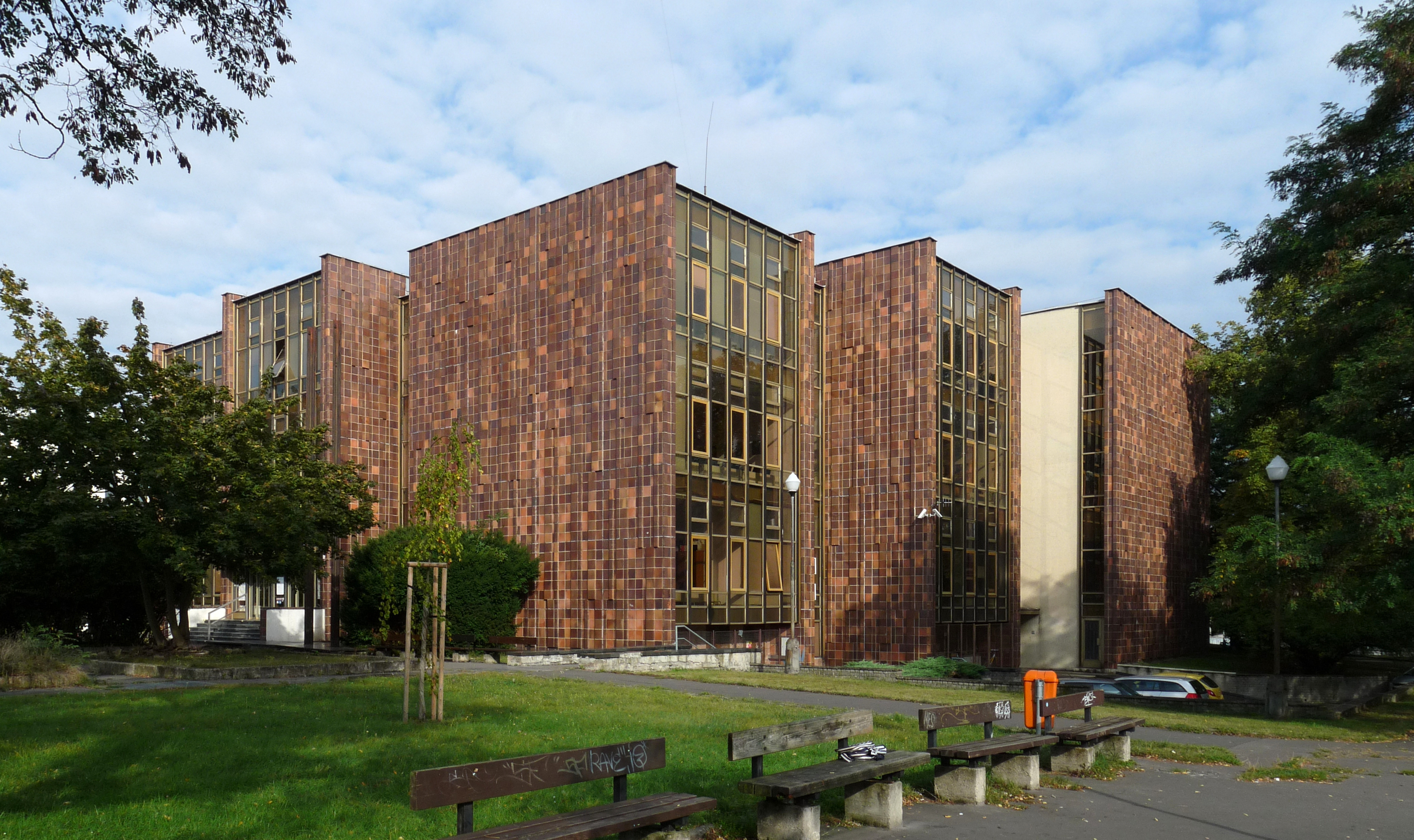
Hlavní budova Jihočeské vědecké knihovny v ČB, se kterou Akademická knihovna JU spolupracuje, nacházející se na Lidické třídě v ČB

## Budovy a prostory

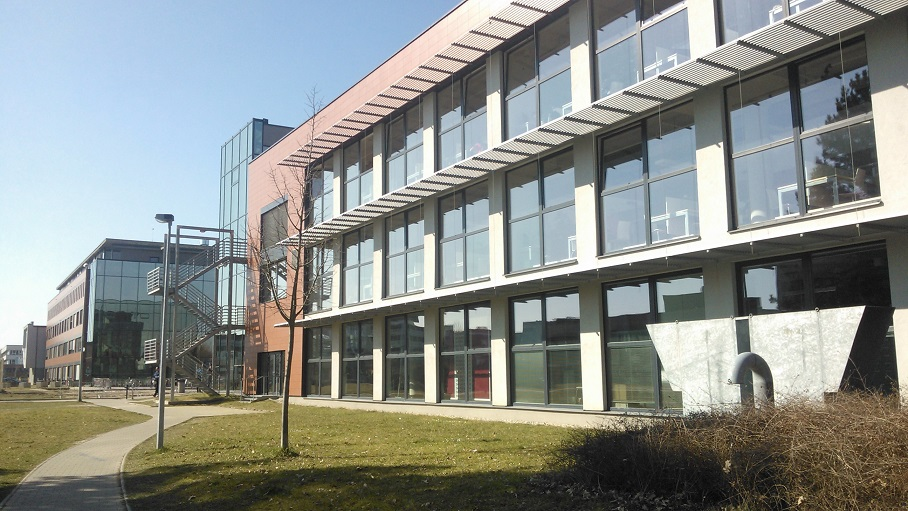
Hlavní budova Akademické knihovny JU

Knihovna se nachází v prostorách budovy, která byla pro tyto účely nově postavena a veřejnosti slavnostně otevřena ve středu 13. ledna 2010. Nachází se v kampusu Jihočeské univerzity v Českých Budějovicích v městské části Čtyři Dvory. Otevření knihovny se zúčastnili hosté z akademického prostředí, ústavů Akademie věd České republiky, reprezentace Jihočeského kraje a města České Budějovice a také členové knihovnické obce a spřízněných profesních organizací. Knihovna byla symbolicky otevřena rektorem univerzity Václavem Bůžkem, primátorem statutárního města České Budějovice Jurajem Thomou, v zastoupení hejtmana radním Jihočeského kraje Františkem Štanglem a ředitelkou knihovny Helenou Landovou.
Cesta za výstavbou nové budovy knihovny začala na přelomu tisíciletí prací na stavebním programu, na kterém se podílely tehdy budoucí ředitelka nové knihovny Helena Landová, její dcera, odborná asistentka na Ústavu informačních studií a knihovnictví Filozofické fakulty Univerzity Karlovy v Praze, Hana Landová a pracovnice Pedagogické fakulty JU, tehdy budoucí metodička nové knihovny, Marie Cihlová. Inspirací jim byly zkušenosti ze studijních cest po knihovnách obdobného typu v České republice i v zahraničí. Akademická knihovna se stavěla současně s protilehlou budovou filozofické fakulty a rektorátu od dubna 2008. V červenci 2009 prošly stavební objekty kolaudací. Budova byla vyprojektována ateliérem A+U Design pod vedením Ing. arch. Dagmary Polcarové. Při projektování byly knihovnice rovnocenným partnerem projektantů a prosadily do projektu řadu funkčních prvků. Atelier A+U Design byl také autorem projektu vnitřního zařízení. Budovu postavila firma Zlinstav, a. s., interiér dodala firma Šebek, kompaktní regály firma Promon a kancelářský nábytek firma Starkon. Celkově se náklady na výstavbu budovy knihovny a budovy rektorátu, které byly stavěny současně, dohromady vyšplhaly na částku 154,3 mil. korun. Stavba byla financována z prostředků programového financování Ministerstva školství, mládeže a tělovýchovy České republiky a z vlastních zdrojů univerzity.

Budova rektorátu a Filozofické fakulty JU (vlevo) a Hlavní budova Akademické knihovny JU (vpravo)

Cílem výstavby nové budovy bylo zabezpečit informační potřeby uživatelů stávajících pěti fakultních knihoven z jednoho místa a vyřešit problém s jejich nedostatečnými prostorovými podmínkami, které neumožňovaly zvýšení počtu studijních míst ani vystavení většího počtu knih do volného výběru. Dalším problémem, který měla stavba nové budovy vyřešit, byl též problém omezeného technického vybavení i další dílčí problémy. Důvodem k tendenci k soustředení knihovních fondů i služeb do jedné nové budovy byla též postupná automatizace knihovnických agend, která knihovníky stále více nutila k velmi úzké spolupráci, které často bránily různé organizační bariéry jednotlivých fakult. Cílem soustředění knihovních fondů, katalogů, odborných pracovníků, finančních prostředků a knihovních služeb atd. do jednoho místa také je, aby se knihovna do budoucna stala přirozeným centrem kampusu Jihočeské univerzity v Českých Budějovicích, jak je běžné na západních univerzitách. Očekává se, bude-li zachován současný trend přírůstku a úbytku fondu knihovny, že stávající prostory pro uložení knih budou stačit minimálně na příštích 50 let (tj. cca do roku 2060).

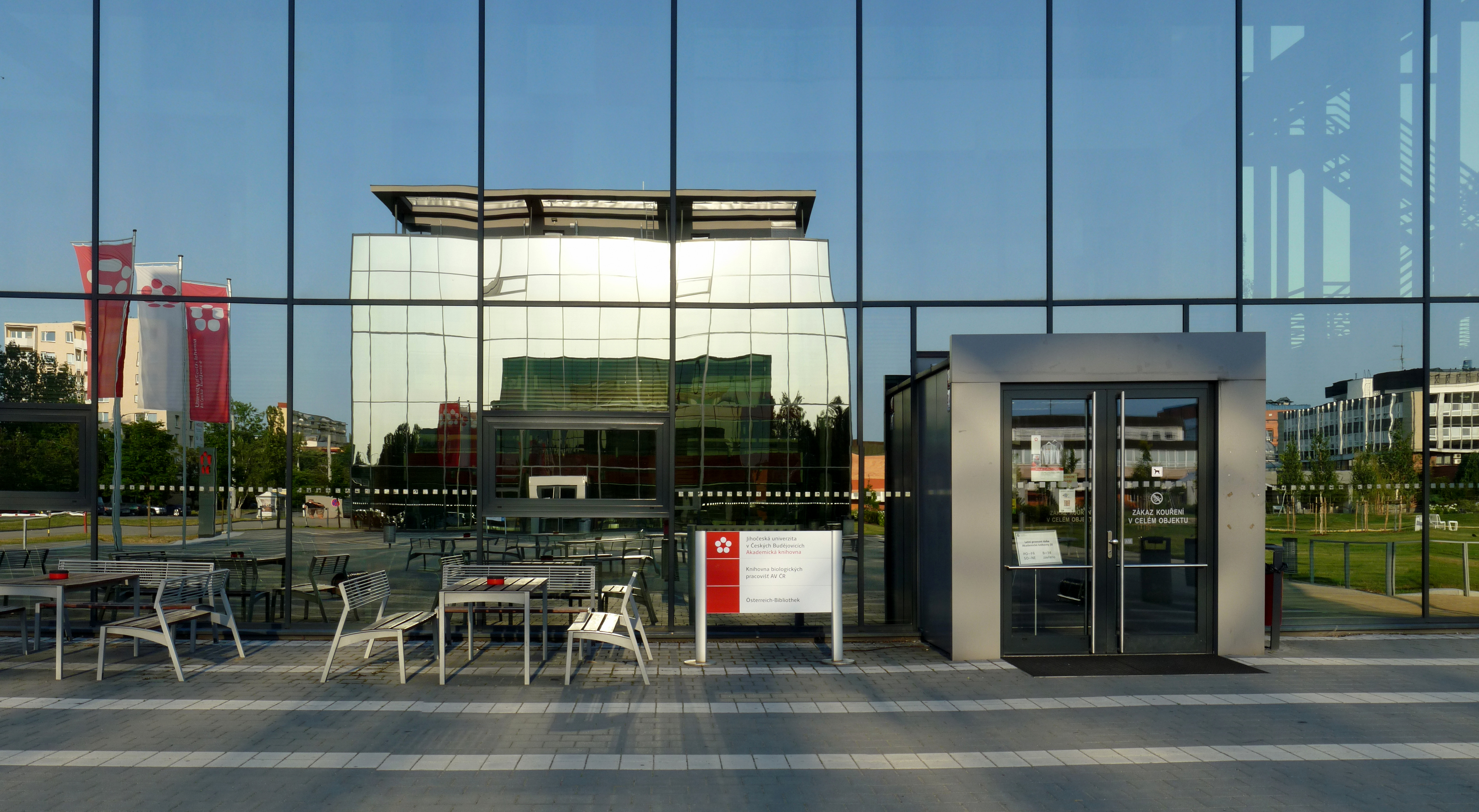
Hlavní vchod do budovy Akademické knihovny JU

Univerzitní knihovna má tři podlaží a obdobně jako v budově filozofické fakulty a rektorátu dominuje vstupním partiím prosklená dvorana, do níž se obracejí galerie obou vyšších podlaží. V přízemí se kromě veřejně přístupných prostor, kde se nachází prodejna knih, skript a dalších učebních materiálů a kavárna Café AK, nacházejí na cca 800 m2 kompaktní sklady pro 500 000 svazků. Čtenářské prostory jsou přístupné přes turnikety ovládané čipovou čtenářskou kartou, které se nacházejí v přízemí vedle recepce (infopultu) knihovny. Vyšší patra knihovny slouží k volnému výběru literatury. Dohromady tvoří cca 2500 m2 plochy, která je pokryta červeným kobercem. Kromě regálů s volně přístupnými knihami se zde nachází více než 500 čtenářských pracovních míst, 6 studoven (na celkem 500 m2) (zahrnujících dvě studovny periodik a dvě badatelny), počítačová studovna (110 m2) a pět individuálních studoven (každá má 4 m2) určemých pro ty, kteří si přejí buď pracovat v naprosté izolaci, nebo několik dnů v kuse bez nutnosti každý den potřebné materiály uklízet a odnášet. Pracovní místa jsou uspořádanána jednotlivě při jižní fasádě s výhledem na kampus, hnízdově při západní fasádě a u velkých stolů blíže k severní straně. Desítky pracovních míst ve volném výběru jsou obsazeny počítači a polohovatelnou lampičkou. Zázemí pro zaměstnance je dislokováno do druhého a třetího podlaží, technické prostory se nacházejí v prvním podlaží a zabírají plochu asi 200 m2. Knihovna je bezbariérově přístupná lidem i knihovním jednotkám. Nachází se v ní dva osobonákladní výtahy (jeden v prostoru pro zaměstnance a jeden v prostoru pro čtenáře) a také stolní výtah k výpůjčním pultům.
Součástí Akademické knihovny Jihočeské univerzity jsou též dvě studovny nacházející se v samostatných budovách v ulici Dukelská a na sídlišti Vltava a deponátní knihovny umístěné v prostorách kateder jednotlivých fakult. Studovna Dukelská se nachází v budově Pedagogické fakulty v Dukelské ulici. Na tuto budovu navazuje další budova Pedagogické fakulty - U Tří lvů, kde jsou katedry
pedagogiky a psychologie, katedra společenských věd, katedra anglistiky, germanistiky, katedra slovanských jazyků - ta zahrnuje oddělení českého jazyka a oddělení ruského jazyka. Sídlí zde také katedra výchovy ke zdraví, katedra výtvarné a hudební výchovy nebo ateliér arteterapie. K 10.11. 2016 Akademická knihovna zahrnuje 24 deponátních knihoven umístěných v prostorách jednotlivých kateder fakult Jihočeské univerzity.

## Knihovní fondy a služby
V rámci AK JU působí Knihovna biologických pracovišť Akademie věd České republiky, Rakouská, Švýcarská, Americká knihovna a Německá akademická výměnná služba. Knihovní fond se skládá z fondů těchto knihoven z více než 450 000 svazků knih a časopisů, z toho 250 000 svazků ve volném výběru (zbylá část je uložena ve skladu), 55 000 svazků z knihovny Biologického centra Akademie věd České republiky a 6 500 svazků Rakouské knihovny. V roce 2018 Akademická knihovna odebírá cca 430 titulů tištěných periodik. V knihovně je také k dispozici přístup do desítek tisíc elektronických časopisů a e-knih.
Německá akademická výměnná služba (německy Deutscher Akademischer Austausch Dienst, zkratka DAAD) je organizace zabývající se podporou vědeckých pracovníků v rámci spolupráce českých a německých vysokých škol. Studovna DAAD se nachází v prvním patře Akademické knihovny. Její fond je určený pouze k prezenčnímu studiu a je průběžně doplňován. Zahrnuje obory germanistiku, literární vědu, dějiny, umění a kulturu, univerzitní výzkum a beletrii.
Rakouská knihovna (německy Österreich Bibliothek) v Českých Budějovicích funguje od roku 1993. Před otevřením Akademické knihovny byla ve správě Ústřední knihovny Pedagogické fakulty Jihočeské univerzity. Od ledna 2010 sídlí v Akademické knihovně Jihočeské univerzity. Nachází se ve druhém patře knihovny na vyčleněných regálech. Rakouská knihovna veřejnosti zprostředkovává rakouskou literaturu a informace o Rakousku. Je jednou z osmi Rakouských knihoven v České republice. Další jsou v Brně, Liberci, Olomouci, Opavě, Plzni, Znojmě a Ústí nad Labem. Rakouské knihovny jsou zřizovány a podporovány rakouským Ministerstvem pro evropské a mezinárodní záležitosti po dohodě s příslušnou institucí české strany. Fond Rakouské knihovny je zaměřen na austriaka, tedy knihy rakouských autorů a literatury o těchto autorech, knihy se zaměřením na Rakousko, jeho dějiny, kulturu, současnost a odborné publikace rakouských autorů z oblasti dějin literatury, psychologie, filosofie, přírodních věd atd. Součástí fondu jsou také periodika. Fond je průběžně doplňován. Beletrie je v rámci Rakouské knihovny řazena abecedně podle jmen autorů, sekundární literatura je zařazena za jednotlivými autory. Odborná literatura je seřazena podle oborů, příslušné obory jsou na regálech označeny. Půjčování knih se i v Rakouské knihovně řídí Knihovním řádem Akademické knihovny JU, čtenářem se tak může stát stejně jako v celé knihovně jakýkoliv zaměstnanec či student Jihočeské univerzity i zájemci z řad veřejnosti, kterým knihovna vydá čtenářský průkaz nebo za drobný poplatek zapůjčí vstupní kartu pro jednorázovou návštěvu knihovny.
Švýcarskou knihovnu (německy Schweitzer Bibliothek) získala Akademická knihovna darem od Švýcarského velvyslanectví. Nachází se ve druhém patře knihovny. Zahrnuje obory dějiny, literární historie, beletrie a reálie Švýcarska. Její fond je průběžně doplňován. I v tomto případě se půjčování řídí Knihovním řádem AK JU.
Americkou knihovnu (anglicky Library of America) získala Akademická knihovna darem od Amerického velvyslanectví. Nachází se v prvním patře Akademické knihovny. Fond obsahuje soubor beletrie výhradně amerických autorů. I v tomto případě se půjčování řídí Knihovním řádem AK JU.
Celkově hlavní budova Akademické knihovny nabízí více než 500 studijních míst v různých typech studoven (z toho 5 individuálních studoven určených pro soustředěné studium v delším časovém období - tuto službu Akademická knihovna zavedla jako druhá v České republice po Národní technické knihovně), 100 počítačů s přístupem na internet. V knihovně je k dispozici wi-fi připojení pro notebooky, mobilní telefony a tablety a možnost samoobslužných výpůjček a samoobslužných nonstop vracení knih 24 hodin denně. Nabízí možnost kopírování, tisku, skenování. Registrovaným uživatelem knihovny se může stát fyzická osoba starší 15 let.
Fond knihovny je uložen ve dvou podlažích. V prvním jsou knihy ze společenskovědních disciplín a beletrie, ve druhém jsou knihy z přírodovědných oborů, zemědělství a lékařských věd. K dispozici jsou ve druhém patře též k prezenčnímu studiu vysokoškolské kvalifikační práce. Odborné knihy ve volném výběru jsou stavěny podle metody konspektu upravené pro potřeby knihovny, beletrie je řazena abecedně podle jmen autorů.
Knihovna nabízí klasické výpůjční i meziknihovní výpůjční služby, ve spolupráci s Národní knihovnou České republiky též mezinárodní meziknihovní výpůjční služby. Umožňuje přístup do řady online databází a pořádá semináře a kurzy o efektivním využívání moderních informačních zdrojů. Studentům i dalším zájemcům poskytuje individuální i skupinové konzultace a poradenství na téma vyhledávání v profesionálních informačních zdrojích, citování dokumentů, nástroje pro citování a tvorbu osobních kartoték, hodnocení kvality odborných časopisů a publikační činnosti autorů apod. Foyer knihovny slouží jako místo k pořádání společenských akcí (např. výstav) a dalších univerzitních událostí. Po předchozí domluvě lze zajistit prohlídku Akademické knihovny včetně vysvětlení základů toho "jak knihovnu používat". K přednáškám a kulturním akcím i jiným druhům setkávání slouží klubová místnost vybavená audiovizuální technikou nacházející se v přízemí.
V knihovně je využíván systém pro automatizaci knihoven Aleph od firmy ExLibris.
Studovna v Dukelské ulici nabízí knihy a časopisy k prezenčnímu studiu z oblasti humanitních věd, encyklopedie, slovníky, učebnice a metodiky pro základní a střední školy aj. Je zde zastoupena odborná literatura ze všech oborů, které se vyučují v budovách Pedagogické fakulty v Dukelské ulici a v ulici U Tří lvů, především odborná literatura z oboru pedagogika, psychologie. Je vybavena 24 studijními místy, 2 počítači s přístupem k internetu a grafickými programy. Součástí vybavení je i barevná kopírka/tiskárna/skener a wi-fi připojení k internetu.. Studovna na českobudějovickém sídlišti Vltava zahrnuje literaturu k prezenčnímu studiu vztahující se ke studijním oborům Zdravotně sociální fakulty včetně diplomových prací Zdravotně sociální fakulty. Studovna Vltava nabízí 60 studijních míst, je vybavena 40 počítači, 2 černobílými tiskárnami, 2 kopírkami a 1 skenerem.
Hlavní budova knihovny nacházející se v univerzitním kampusu a Studovna Vltava mají otevřeno od pondělí do soboty. Studovna Dukelská je pro uživatele otevřena od pondělí do pátku.

## Rybářská knihovna ve Vodňanech (pobočka AK JU)

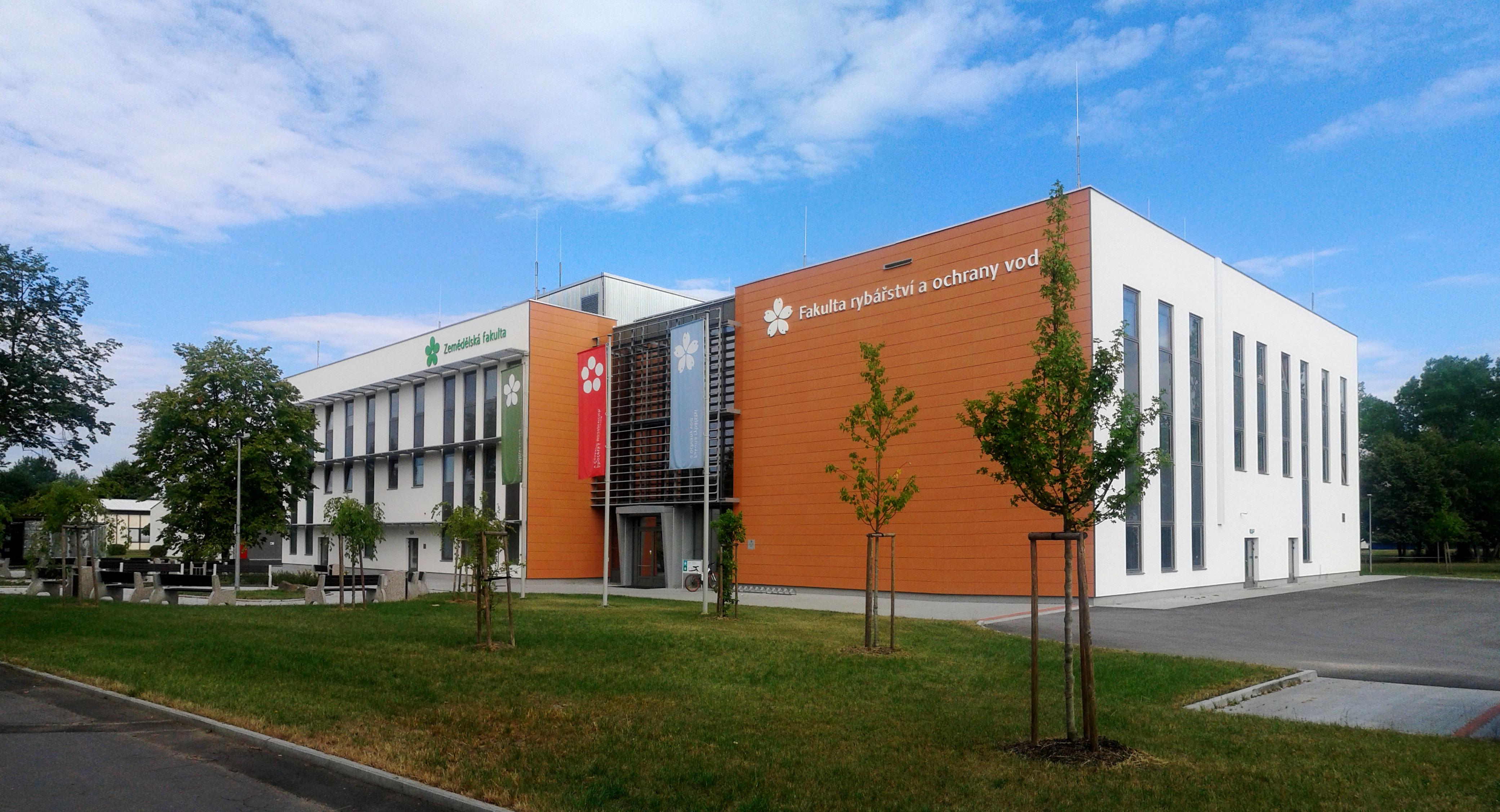
Budova Fakulty rybářství a ochrany vod JU, ve které se nachází Rybářská knihovna ve Vodňanech

Rybářská knihovna ve Vodňananech je od roku 2012 pobočkou Akademické knihovny Jihočeské univerzity v Českých Budějovicích. Působí při Výzkumném ústavu rybářském a hydrobiologickém (zkratka VÚRH) od jeho založení v roce 1921. Nachází se v přízemí zrekonstruované hlavní budovy Fakulty rybářství a ochrany vod Jihočeské univerzity, kam se v létě 2013 vrátil její fond. Patří mezi specializované knihovny. Tematické složení jejího fondu spadá do oblasti rybářství, akvakultury, hydrobiologie a příbuzných oborů. Od roku 2014 je aktivním členem asociací Euraslic (European association of aquatic sciences libraries and information centres) a IAMSLIC (International Association of Aquatic and Marine Science Libraries and Information Centers).

### Historie
Historie knihovny spadá do roku 1921, kdy byla knihovna založena společně s Výzkumným ústavem rybářským a hydrobiologickým. Ačkoliv se tedy vlastní vznik knihovny datuje do 20. let minulého století, nacházejí se zde také materiály z mnohem starších výzkumných stanic působících na území Čech a Moravy již od poloviny 19. století. Jedná se převážně o tisky a další materiály týkající se rybářství a příbuzných oborů (ichtyologie, hydrobiologie apod.). V knihovně proto najdeme i historicky cenné knihy z přelomu 18. a 19. století. Nejstarší publikací v knihovně je Schaefferovo Apvs Pisciformis Insecti Aqvatici Species s datem vydání 1752.
Do rozvoje knihovny velmi zasáhl Rudolf Berka, který v roce 1959 založil a až do roku 1992 vedl oborové a dokumentační středisko. V 80. letech 20. století knihovna fungovala jako oborové informační středisko (OBIS) při VÚRH Vodňany a odpovídala za rozvoj soustavy rybářských informací v rámci systému zemědělských vědeckotechnických informací. Středisko vydávalo dokumentační zpravodaj pro pracovníky výzkumu, zpracovávalo studijní zprávy a překlady, pořizovalo kvalifikované rešerše, koordinovalo celorepublikové získávání odborné a vědecké rybářské literatury.
V roce 2002 knihovna utrpěla nemalé škody při srpnových povodních. Knihovna jejich následkem ztratila 1 500 dokumentů, nicméně většina fondu byla zachráněna. V roce 2009 knihovna doznala organizační změny, kdy se stala součástí Fakulty rybářství a ochrany vod JU, která vznikla sloučením Výzkumného ústavu rybářského a hydrobiologického a katedry rybářství Zemědělské fakulty JU (dnes Ústav akvakultury FROV JU). V roce 2010 došlo ke stěhování knihovny z dosavadního sídla ve Vodňanech kvůli rekonstrukci celého objektu VÚRH. Část fondu, zejména starší knihy a archiv časopisů do poloviny 20. století, byla uložena na Městský úřad ve Vodňanech. Zbytek knihovny, resp. živý fond, byl přestěhován do Českých Budějovic do prostor Ústavu akvakultury v Husově ulici.

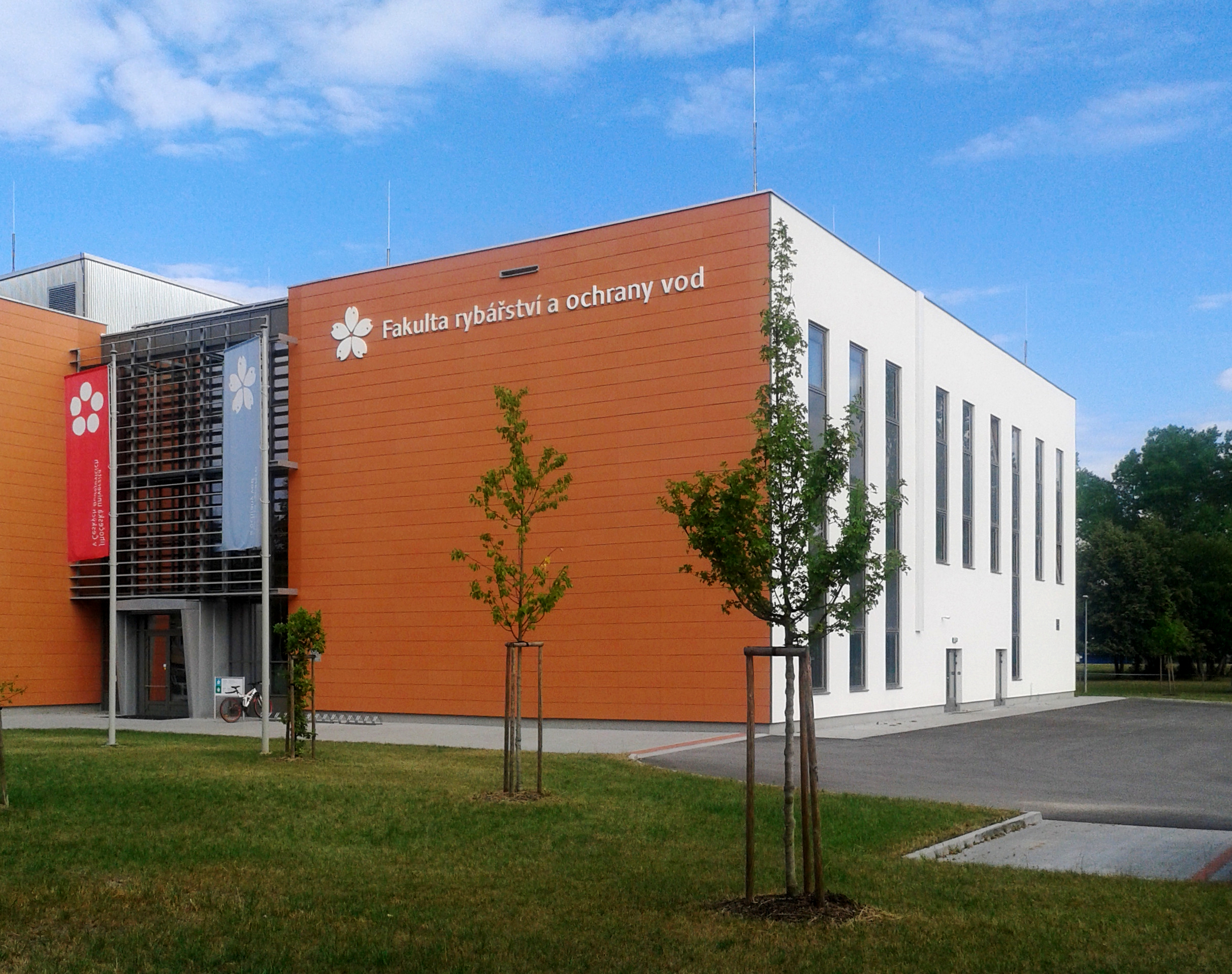
Budova Fakulty rybářství a ochrany vod JU, ve které se nachází Rybářská knihovna ve Vodňanech

Od 1. ledna 2012 se rybářská knihovna stala pobočkou Akademické knihovny Jihočeské univerzity v Českých Budějovicích, což s sebou přineslo řadu dalších změn. Dosavadní integrovaný knihovní systém KP-Win nahradil knihovní systém Aleph a bibliografické záznamy dokumentů z rybářské knihovny se staly součástí katalogu Akademické knihovny JU.
V létě 2013 byla dokončena rekonstrukce prostor hlavní budovy Fakulty rybářství a ochrany vod JU ve Vodňanech (na adrese Zátiší 728/II), kde bylo pro knihovnu vybudováno nové zázemí. Stěhování proběhlo v letních měsících roku 2013. Z meziskladů bylo do nových prostor svezeno cca 300 krabic knihovních jednotek. Fond byl přestavěn a byla zahájena kompletní revize a rekatalogizace fondu. V září 2013 pobočka AK JU při Fakultě rybářství a ochrany vod zahájila běžný provoz.

### Profil a obsah knihovního fondu
Rybářská knihovna ve Vodňanech spravuje specializovaný fond dokumentů o velikosti cca 20 000 knihovních jednotek z oboru rybářství, hydrobiologie, ichtyologie, akvakultury a příbuzných věd. Fond monografií, systematicky budovaný od roku 1921, doplňují vzácné knižní dary prof. Eugena Balona (1930–2013), prof. Karla Absolona (1877–1960), prof. Vladimíra Sládečka (1924–2005), doc. Petra Obrdlíka a dr. Tomislava Petra (personální bibliografie T. Petra). Knihovna nedisponuje volným výběrem, většina dokumentů je umístěna ve skladu, k vyhledávání je proto nutné využít knihovní katalog či seznamy periodik umístěné na webu knihovny. Knihovna provádí retrokatalogizaci fondu, převážná část dokumentů je přístupná prostřednictvím online katalogu Akademické knihovny, zbývající dokumenty lze vyhledat v autorském lístkovém katalogu v knihovně. Většina dokumentů je přístupná absenčně.
Významnou část fondu knihovny tvoří aktuální i starší odborná česká a zejména zahraniční periodika v tištěné i elektronické podobě. Řada titulů je v České republice unikátní a hodnotná je i ucelenost kolekcí. Tituly jako např. Aquaculture či Rybářství knihovna odebírá nepřetržitě více než 60 let. Knihovna spolupracuje také se zahraničními institucemi. V rámci spolupráce probíhá i meziknihovní výměna dokumentů, jež je vedle nákupu významným zdrojem získávání odborných časopisů. Veškeré časopisy uložené v knihovně jsou evidovány v Souborném katalogu časopisů (SKCP).
Knihovna uchovává a zpřístupňuje zajímavé knižní kolekce. Významným knihovním celkem knihovny je tzv. Balonova knihovna darovaná československým rodákem, ichtyologem prof. Eugenem K. Balonem (1930–2013) působícím v Kanadě. Čítá 295 svazků monografií tematicky zaměřených zejména na ichtyologii a evoluční biologii a časopisy Environmental biology of fishes (ISSN 0378-1909, do roku 2003), Fish physiology and biochemistry (ISSN 0920-1742, do roku 1995), Copeia (ISSN 0045-8511, do roku 2007) a Journal of Bioeconomics (ISSN 1387-6996, do roku 2010). Historickou a cennou sbírkou je tzv. Absolonova knihovna obsahující knihy z pozůstalosti archeologa prof. Karla Absolona (1877–1960).
Roku 2015 věnoval knihovně celou svou osobní sbírku knih a dokumentů hydrobiolog Tomislav Petr. Knihovna T. Petra obsahuje cenné publikace z rybářství, hydrobiologie, vodního hospodářství a dalších příbuzných oborů ze všech kontinentů. V roce 2014 obohatily fond knihovny dva významné dary – osobní knihovny limnologa doc. Petra Obrdlíka a hydrobiologa prof. Vladimíra Sládečka. Obě kolekce obsahují dokumenty zejména z oblasti hydrobiologie, limnologie, ochrany vod a vodního hospodářství a jsou umístěny ve studovně.
Fond knihovny VÚRH ve Vodňanech absorboval také cenné knižní fondy z původních detašovaných pracovišť VÚRH, které čekají na kompletní zpracování. Ve studovně se dále nachází příruční fond, sbírka dizertací, kompletní sbírka Metodik VÚRH Vodňany a Bulletin VÚRH.

### Knihovní služby
Vodňanská pobočka Akademické knihovny poskytuje informační a knihovnické služby zejména studentům a zaměstnancům Fakulty rybářství a ochrany vod Jihočeské univerzity, ale i široké odborné veřejnosti. V knihovně se nacházejí tři studijní místa, z čehož jedno s přístupem do knihovního katalogu a online databází předplácených Jihočeskou univerzitou. Knihovna poskytuje klasické výpůjční i meziknihovní výpůjční služby, zapůjčuje a objednává knihy a kopie z časopisů z českých a ve spolupráci s Národní knihovnou České republiky i ze zahraničních knihoven. Uživatelé nejvíce využívají meziknihovní reprografickou službu a přístup k elektronickým informačním zdrojům zprostředkovaným Akademickou knihovnou JU. Knihovna sleduje také open access repozitáře podobně profilovaných institucí a buduje jejich seznam na webu knihovny. Poskytuje konzultace týkající se vyhledávání v databázích a další informační služby.
Rybářská knihovna ve Vodňanech je pro uživatele otevřena od úterý do pátku.